# 阿希尔·帕罗什
阿希尔·帕罗什（法語：Achille Paroche，1868年3月1日—1933年5月27日），法国男子射击运动员。他曾代表法国参加1900年和1920年夏季奥林匹克运动会射击比赛，共获得一枚金牌、三枚银牌和一枚铜牌。